# Lysandra antisemipluripuncta
Lysandra antisemipluripuncta är en fjärilsart som beskrevs av Bright och Leeds 1938. Lysandra antisemipluripuncta ingår i släktet Lysandra och familjen juvelvingar. Inga underarter finns listade i Catalogue of Life.